# Bernd Kaiser (Ruderer)
Bernd Kaiser (* 11. April 1951) ist ein ehemaliger deutscher Ruderer. Er war Steuermann des DDR-Achters 1978.
Der 1,68 m große Bernd Kaiser vom SC Dynamo Berlin war bereits 1972 DDR-Meister im Achter geworden, allerdings nahmen die Olympiastarter und Bronzemedaillengewinner von München an diesen Meisterschaften im Achter nicht teil. Seinen zweiten DDR-Meistertitel gewann Kaiser 1978. Für die Ruder-Weltmeisterschaften 1978 auf dem Lake Karapiro in Neuseeland wurde ein DDR-Achter gebildet, dem Ruderer aus dem Meisterboot der DDR-Meisterschaften und aus dem Vizemeisterboot angehörten. Matthias Schumann, Ulrich Karnatz, Gerd Sredzki, Andreas Ebert, Friedrich-Wilhelm Ulrich, Harald Jährling, Uwe Dühring, Bernd Höing und Steuermann Bernd Kaiser siegten in Neuseeland vor den Booten aus der Bundesrepublik Deutschland und aus Neuseeland.
Bei den DDR-Meisterschaften 1981 und 1982 steuerte Bernd Kaiser den jeweils drittplatzierten Achter. 1983 gewann er dann seinen dritten DDR-Meistertitel in dieser Bootsklasse, bei den Ruder-Weltmeisterschaften 1983 saß allerdings Hendrik Reiher für Kaiser im Boot. Zwei weitere Meistertitel gewann Bernd Kaiser 1983 und 1984 im Vierer mit Steuermann.
Auch nach seiner leistungssportlichen Laufbahn beim SC Dynamo Berlin blieb Bernd Kaiser dem Rudersport treu. Er ist seit 2004 Mitglied im Köpenicker Ruderverein SV-Energie Berlin und nahm seitdem an vielen Amateurregatten teil und besonders zu erwähnen an den jährlichen FISA World Masters Regatta für Ruderer der Altersklassen, die für Frauen und Männer mit einem Alter von 27 bis über 80 Jahren ausgetragen wird. Hier oft in Renngemeinschaften mit anderen Vereinen. 